# Bimota SB4
La Bimota SB4 è una motocicletta stradale sportiva realizzata dalla casa motociclistica Italiana Bimota dal 1983 al 1984, come quarto modello con motorizzazione Suzuki.

## Descrizione
Presentata al Motor Show di Bologna del 1982, sia l'estetica che il design sono opera dell'italiano Massimo Tamburini.
A spingere la moto c'è un motore a quattro cilindri in linea DOHC ripreso dalla Suzuki GS1100, che sviluppa 111 cavalli a 8.500 giri/min e 87 Nm. Come per le Bimota dell'epoca, il telaio è costituito da un traliccio tubolare. Il peso è di 184 kg, con il serbatoio avente una capacità di 22 litri.
La frenata è assicurata da pinze Brembo Gold Series a due pistoncini con tre dischi flottanti da 280 mm di diametro, di cui due all'avantreno e uno al retrotreno. Il sistema sospensivo è composto da una forcella telescopica della Ceriani mentre al posteriore vi è un ammortizzatore De Carbon.